# CCFD-Terre solidaire
 (mai 2020).
Le CCFD-Terre solidaire, anciennement Comité catholique contre la faim et pour le développement, est une association loi de 1901 qui est la première organisation non gouvernementale française de développement. Depuis sa création en 1961, elle mobilise la solidarité en France pour lutter contre la faim dans le monde.

## Historique
Créé en 1961 par la Conférence des évêques de France et des mouvements et services d'Église pour la lutte contre la famine, les mouvements de l'Église catholique créent le Comité Catholique contre la Faim (CCF). Présidé par Monseigneur Jacques Ménager, le CCF est influencé par les idées du père Louis-Joseph Lebret qui sera l’inspirateur de l’encyclique Populorum Progressio.
En 1962, le CCF finance ses premiers projets en Afrique, notamment ceux de l'institut africain de développement économique et social (INADES) basé en Côte d’Ivoire.[réf. nécessaire]
Le premier projet d’envergure du CCF est lancé en 1964 : l’appui à la création de la première coopérative agricole au Pérou. Dès le départ, les responsables de l’association décident de soutenir des projets conçus et réalisés par des organisations locales et ne pas envoyer d’expatriés afin de ne pas « faire à leur place ». La même année, le CCF participe à la création de la “Coopération Internationale pour le Développement et la Solidarité” (CIDSE) qui regroupe des organisations de développement catholiques au niveau européen et nord-américain. Dans les années 1960 également, le CCFD est membre fondateur du Centre de recherche et d’information pour le développement (CRID).
En 1966, le CCF devient Comité catholique contre la Faim et pour le Développement (CCFD), et Philippe Farine son premier président laïc. Dans les textes fondateurs, on trouve l’idée d’un développement qui fait appel à une conception globale de la personne humaine : « c'est avoir la capacité d'être acteur de sa propre histoire, de s'épanouir et de progresser vers une situation plus humaine ». Inspiré de la théologie de la libération, en écho à des théologiens et intellectuels latino-américains notamment, le CCFD définit le développement comme un processus collectif réalisé par les bénéficiaires eux-mêmes qui créent des activités économiques, ou renforcent les liens sociaux et leur société civile. L’association participe à l’organisation des conférences publiques de Dom Helder Camara en France en 1965 et 1968.
En 1973, le slogan du CCFD « La terre est à tous » appelle à des réformes agraires dans les pays pauvres. Deux ans plus tard, les premiers appuis aux mouvements des paysans sans terres du Brésil se font à travers la Commission pastorale de la terre.
Entre 1975 et 1980, le CCFD développe des programmes au Mexique avec Monseigneur Samuel Riuz Garcia (évêque de San Cristobal de las Casas), au Nicaragua avec notamment l’Institut Centre-Amérique de Managua, aux Philippines avec des organisations de base des bidonvilles de Manille (ZOTO) et un syndicat de pêcheurs.
En 1980, les bénévoles du CCFD-Terre solidaire soutiennent la résistance du peuple polonais face au communisme prosoviétique par l’envoi de convois alimentaires[source secondaire nécessaire]. La même année, Adolfo Pérez Esquivel, responsable d’une organisation partenaire argentine du CCFD-Terre solidaire[source secondaire nécessaire], devient prix Nobel de la paix.
En 1981, le CCFD est la principale organisation catholique française engagée pour la fin de l’apartheid en Afrique du Sud.
En 1983, le CCFD lance des projets de finance solidaire en créant le premier fonds commun de placement européen[réf. nécessaire], affecté au partage avec les plus pauvres[source secondaire nécessaire]. L’épargne solidaire est née et cette activité sera portée par la SIDI, filiale du CCFD-Terre solidaire[source secondaire nécessaire], qui facilite le microcrédit dans le monde.
En 1984, le CCFD-Terre solidaire apporte son soutien à la mise en place de structures[source secondaire nécessaire] liées au commerce équitable en France, en participant à la création de Max Havelaar France et en soutenant les boutiques Artisans du monde. Le CCFD est également reconnu d'utilité publique par un décret du Décret du 8 juin 1984 l'habilitant dès lors à recevoir des donations et des legs.
Dans les années 1980, le CCFD est accusé de soutenir des mouvements marxistes par le Figaro Magazine, notamment son directeur Louis Pauwels. Dans un éditorial de 1989, il écrit : le Comité catholique contre la faim et pour le développement (CCFD) « dans le tiers-monde soutient une Église populaire qui est à l’église ce que les démocraties populaires sont à la démocratie ». Le CCFD intente un procès en diffamation contre Le Figaro mais est débouté en 1987[source secondaire nécessaire].
En 1992, Terre d'Avenir, le forum international du développement organisé par le CCFD au Bourget, réunit 60 000 personnes. La même année, Rigoberta Menchú, partenaire du CCFD au Guatemala reçoit le prix Nobel de la paix.
En 1994, le CCFD participe à la création de Coordination SUD[réf. nécessaire].
En 1996, Monseigneur Carlos Felipe Belo, partenaire du CCFD au Timor, reçoit le prix Nobel de la paix.
En 1997, le CCFD commence à financer les projets agricoles des « communautés de paix » en Colombie[réf. nécessaire] qui passent des « accords » de neutralité avec les belligérants armés.
En 2001, le CCFD participe au premier Forum social mondial (FSM) à Porto Alegre au Brésil. Des délégations de salariés, bénévoles et organisations partenaires ont participé à chacune des éditions du FSM, et le CCFD représente la CIDSE au Conseil international du FSM. L’un des fondateurs du FSM, le Brésilien Chico Whitaker a été salarié du CCFD dans les années 1990[pertinence contestée].
En 2006, après le tsunami en Asie, le CCFD-Terre solidaire s’engage dans l'appui à la reconstruction de l’économie locale avec ses partenaires et reçoit un satisfecit de la Cour des comptes pour sa gestion.
En 2008, le CCFD est devenu le CCFD-Terre solidaire, en référence à la doctrine sociale de l'Église « la Terre est à tous ».
En 2009, publication du rapport dit des « Biens mal acquis » sur les détournements financiers (avoirs et aide au développement) opérés par plusieurs chefs d’État dans le monde et les complicités au Nord. Ce rapport a débouché sur une plainte du président de la Guinée équatoriale contre le CCFD-Terre solidaire. Il a été débouté en première instance.
En 2010, le CCFD-Terre solidaire collecte 2 millions d’euros pour venir en aide aux victimes du tremblement de terre en Haïti[réf. nécessaire]. 
En 2010 et 2011, en écho à la présidence française du G8 et du G20, la campagne « Aidons l’argent à quitter les paradis fiscaux » est menée par le CCFD-Terre solidaire, contre ces trous noirs de la finance internationale.
En 2012, pendant la campagne présidentielle et législative en France, le CCFD-Terre solidaire promeut un Pacte pour une Terre solidaire notamment sur l’évasion fiscale,.
Dans l'entre-deux-tours de l'élection présidentielle de 2017 qui oppose Marine Le Pen et Emmanuel Macron, le CCFD appelle implicitement dans une tribune avec soixante autres associations à faire barrage à la candidate FN.
Le CCFD-Terre solidaire organise, en 2022, la première édition de son prix photo Terre solidaire dont le président d'honneur est le photographe Sebastião Salgado.

## Actions

### Soutien aux projets de développement
Le CCFD-Terre solidaire apporte son soutien à des initiatives de développement conçues et mises en œuvre par les intéressés, travaillant dans le cadre d'associations partenaires, La méthodologie de la démarche du partenariat du CCFD-Terre solidaire ont fait l'objet d'une publication avec l'Agence Française du Développement.

### Éducation au développement
Une des missions du CCFD-Terre solidaire est de sensibiliser les Français aux problèmes des pays en développement.

### Plaidoyer
Depuis les années 1990, le CCFD-Terre solidaire a renforcé ses activités de plaidoyer avec par exemple des campagnes d'opinion sur l'annulation de la dette des pays pauvres, l'amélioration de l'aide publique au développement, les exportations subventionnées des abats de poulets en Afrique, la demande d'actions concrètes pour atteindre les Objectifs du millénaire pour le développement, le scandale des biens mal acquis, sur les paradis fiscaux.
Pour l'année 2017, le CCFD déclare à la Haute Autorité pour la transparence de la vie publique exercer des activités de lobbying en France pour un montant qui n'excède pas 400 000 euros.

#### Migrations internationales
Depuis les années 1970, le CCFD-Terre solidaire finance des actions de solidarité avec les migrants menées par ses organisations partenaires[réf. nécessaire], en France. Le CCFD-Terre solidaire agit pour la défense des droits des étrangers et l’accès à une pleine souveraineté grâce à un accompagnement juridique des migrants.

## Récompenses et distinctions
- En 1993, le gouvernement français décerne le label « Grande Cause nationale » au CCFD.
- En 1998, le CCFD obtient un statut spécial consultatif auprès du Conseil économique et social des Nations unies.
- En 2012, le CCFD-Terre solidaire a reçu le Prix du jury de l'AFF pour son application SolidaireVille, nouvelle plateforme de micro-dons, dans la catégorie "Innovation en Fundraising"[15],[16].

## Financement

### En 2011
Le budget du CCFD-Terre solidaire s’élevait à 46 858 k€ dont 41 425 k€ collectés auprès du public (dons, legs et dons provenant de l’épargne solidaire).
Le montant des subventions et cofinancements (Agence française de développement et Union européenne) représentait 2 571 € et 75 % du total des dons a été utilisé sur les missions sociales (financements de projets de développement, éducation au développement et plaidoyer), tandis que les frais de fonctionnement représentaient 10,6 % et les frais de recherche de fonds 14,4 %[réf. nécessaire].

## Entreprise solidaire et alliés

### Les collectifs et plateformes d’organisations françaises
Le CCFD-Terre solidaire est membre de plusieurs collectifs et plateformes d’organisations françaises : par exemple, Coordination SUD, Semaine Solidarité Internationale, Finansol, Plate-forme française pour le commerce équitable, Max Havelaar France, ou Publish what you pay – France.
Et des structures liées à l’Église : Conseil national de la Solidarité, Semaines sociales de France, Diaconia 2013 ou encore les Assises chrétiennes de la mondialisation.

### Les collectifs et plateformes d’organisations internationales
Le CCFD-Terre solidaire est membre du Conseil International du FSM, de la CIDSE, EURODAD, Control Arms, Afrique Verte International, ACORD International, Finance Watch, Tax Justice Network, ECCJ, Tournons La Page ou encore Zimbabwe Europe Network.